# Трудно е да бъдеш бог
Вижте пояснителната страница за други значения на Трудно е да бъдеш бог.
„Трудно е да бъдеш бог“ (на руски: Трудно быть богом) е научнофантастичен роман на руските писатели братя Стругацки, издадена през 1964 година.
Действието в книгата се развива на чужда планета населена от човекоподобни същества на примитивно ниво на обществено развитие, наподобяващо земното Средновековие. Там са изпратени група земни учени, които трябва да наблюдават общественото развитие, но се сблъскват с жестоката действителност, която ги кара да се намесят по-активно в събитията.
„Трудно е да бъдеш бог“ е филмирана от Петер Флайшман през 1989 година („Трудно е да бъдеш бог“) и от Алексей Герман през 2013 година („Трудно е да бъдеш бог“).